# 功名十字路
功名十字路（功名が辻）是司馬遼太郎創作的歷史小說，1963年10月到1965年1月之間在地方報紙連載。故事內容是描寫土佐藩主山內一豐與他的妻子千代的一生，而故事的主題則是「良妻賢母」（山內一豐與妻子感情深厚，終生從未納側室，為戰國時代罕見的特例）。山內一豐辅佐织田信长，丰臣秀吉，德川家康三位主君，从下阶武士晋升到国主。剧中山內一豐在关原合战前对部众曾说自己生涯只遇一败，并不是自己运气好，而是从来没有选错过主君。这就是功名十字路的含义。
本作品分別在1966年、1997年做為電視劇的原作，2006年的NHK大河劇《功名十字路—山內一豐之妻》也以這部小說當做原作。